# Elisabeth Gram
Elisabeth Gram (ur. 17 kwietnia 1996 r. w Zams) – austriacka narciarka dowolna, specjalizująca się w konkurencjach: halfpipe, slopestyle oraz big air, złota medalistka igrzysk olimpijskich młodzieży.

## Kariera
Na arenie międzynarodowej zadebiutowała w październiku 2011 roku w zawodach z cyklu Pucharu Europy. Uplasowała się wtedy na 6. lokacie podczas konkursu halfpipe'u rozgrywanego w szwajcarskim Saas-Fee. W styczniu 2012 roku zdobyła złoty medal w konkurencji halfpipe podczas igrzysk olimpijskich młodzieży w Innsbrucku. W Pucharze Europy w sezonie 2016/2017 zwyciężyła zarówno w klasyfikacji slopestyle'u, jak i w klasyfikacji big air.
W zawodach z cyklu Pucharu Świata zadebiutowała w styczniu 2013 roku. Uplasowała się wtedy na 23. pozycji podczas konkursu halfpipe'u w amerykańskim Copper Mountain. Wynik ten w debiucie pozwolił zdobyć pierwsze pucharowe punkty. W lutym 2018 roku, podczas igrzysk olimpijskich w Pjongczangu, ukończyła konkurencję halfpipe na 13. lokacie. Był to zarazem jej olimpijski debiut. Rok później zaliczyła debiut w mistrzostwach świata w Park City, w których również w konkursie halfpipe'u zakończyła rywalizację na 7. miejscu. W Pucharze Świata w sezonie 2018/2019 zajęła 10. pozycję w klasyfikacji halfpipe'u.

## Osiągnięcia

### Igrzyska olimpijskie
| Miejsce | Dzień     | Rok  | Miejscowość | Konkurencja | Zwycięzca     |
| ------- | --------- | ---- | ----------- | ----------- | ------------- |
| 13.     | 20 lutego | 2018 | Pjongczang  | Halfpipe    | Cassie Sharpe |

### Mistrzostwa świata
| Miejsce | Dzień    | Rok  | Miejscowość | Konkurencja | Zwyciężczyni  |
| ------- | -------- | ---- | ----------- | ----------- | ------------- |
| 7.      | 9 lutego | 2019 | Park City   | Halfpipe    | Kelly Sildaru |

### Puchar Świata

#### Miejsca w klasyfikacji generalnej
- sezon 2012/2013: 161.
- sezon 2013/2014: 219.
- sezon 2014/2015: –
- sezon 2015/2016: –
- sezon 2016/2017: –
- sezon 2017/2018: 67.
- sezon 2018/2019: 69.

#### Miejsca w klasyfikacji halfpipe'u
- sezon 2012/2013: 37.
- sezon 2013/2014: 42.
- sezon 2014/2015: –
- sezon 2015/2016: –
- sezon 2016/2017: –
- sezon 2017/2018: 13.
- sezon 2018/2019: 10.

#### Miejsca na podium
Do tej pory nie stała na podium zawodów PŚ.